# Покрајина Занџан
Провинција Занџан (азер. زنجان; перс. زنجان) је једна од 31 покрајина Ирана. Налази се на северозападу земље и простире се на 21.773 km². У њој живи скоро милион, претежно сеоског, становника. Административни центар је истоимени град Зенџан удаљен око 330 km од престонице Техерана.
Занџан је у свету туризма познат по атракцији пећине Планине Сунца надомак Солтанијаха.

## Окрузи
- Абхарски округ
- Ходабандски округ
- Хорамдарски округ
- Иџрудски округ
- Махнешански округ
- Таромски округ
- Занџански округ